# Waldpoint
Waldpoint ist eine Ortschaft in der Gemeinde Ampflwang im Hausruckwald im Bezirk Vöcklabruck, Oberösterreich.
Die Ortschaft befindet sich am Südabfall des Hausrucks und wird über den Ampflwanger Bach entwässert. Am 1. Jänner 2024 zählte die Ortschaft 95 Einwohner.